# Urmetazou

Arbre filogenètic probable de les relacions entre els metazous

Urmetazou (Urmetazoa) és l'hipotètic darrer antecessor comú de tots els animals. Es creu que havia de ser marí. S'han fet 5 hipòtesis (hipòtesis placula, planula, gastraea, bilaterogastraea i phagocytella), sobre aquest tema però discriminar entre elles és difícil perquè les relacions entre els embrancaments animals no estan completament resoltes.
Els biòlegs consideren que els animals han evolucionat a partir d'eucariotes flagelats. Els seus parents més propers vius són els coanoflagel·lats. Els estudis moleculars posen els animals en un supergrup anomenat opistoconts, que també inclou els coanoflagel·lats, fongs i uns pocs protists paràsits.